# Neukaledonisches Barriereriff
Das Neukaledonische Barriereriff ist ein bedeutendes Korallenriff vor der Küste des französischen Überseegebiets Neukaledonien im südwestlichen Pazifik. Es handelt sich um das weltweit längste durchgehende Barriereriff nach dem Great Barrier Reef in Australien und das weltweit zweitgrößte Doppelbarriereriff, einer seltenen Riffform mit zwei nahezu parallelen Riffkämmen.

## Geografie
Das Riff umschließt die Hauptinsel Grande Terre, die südlich gelegene Île des Pins sowie zahlreiche kleinere Inseln. Die Gesamtlänge beträgt etwa 1.500 km bei einer Fläche von ungefähr 24.000 km². Die angrenzenden Lagunen zählen zu den größten der Welt; das Wasser innerhalb des Riffs ist durchschnittlich etwa 25 m tief.

## Ökologie und Biodiversität
Das Neukaledonische Barriereriff ist berühmt für seine außergewöhnlich hohe Artenvielfalt. In diesem Gebiet wurden über 1.700 Fischarten, mehr als 350 verschiedene Korallenarten sowie zahlreiche seltene und endemische Pflanzen- und Tierarten nachgewiesen. Dazu zählen gefährdete Arten wie die Unechte Karettschildkröte und die Seekuh (Dugong). Die Riff- und Lagunenlandschaft ist auch Lebensraum für zahlreiche Seevögel.

## Welterbestatus
Im Jahr 2008 wurden die wichtigsten Lagunenbereiche des Riffs unter dem Titel „Lagunen von Neukaledonien: Riffdiversität und zugehörige Ökosysteme“ von der UNESCO als Weltnaturerbe anerkannt. Die Auszeichnung basiert auf den Kriterien
- (vii) außergewöhnliche Naturschönheit,
- (ix) bedeutende ökologische und biologische Prozesse und
- (x) außergewöhnliche Vielfalt und Bedrohung von Arten.

Es wurde besonders hervorgehoben, dass die Region eine der komplexesten und vielfältigsten Riffstrukturen weltweit aufweist.

## Bedrohung und Schutz
Obwohl große Teile des Riffs und der Lagunen heute unter Schutz gestellt sind, bestehen weiterhin Gefährdungen durch Klimawandel, Meeresverschmutzung und Bergbau auf der Hauptinsel Grande Terre. Managementpläne und internationale Zusammenarbeit sollen die ökologisch wertvollen Gebiete langfristig erhalten.